# Cee Lo Green
Cee Lo Green is het pseudoniem van Thomas DeCarlo Callaway (Atlanta, 30 mei 1974), een Amerikaanse hiphop-, funk-, soul- en r&b-artiest. 

## Biografie
Cee Lo Green was vijf jaar lang een van de leden van de hiphopgroep Goodie Mob en aansluitend actief als soloartiest. In 1999 was hij de zanger van het nummer Do you like the way op het album Supernatural van de band Santana. In 2006 werd Cee Lo Green bekend als zanger van de band Gnarls Barkley, die een wereldwijde hit scoorde met de single Crazy. Met dit nummer kwam de band in verschillende landen op nummer 1. Ook het debuutalbum St. Elsewhere verkocht goed. In 2010 scoorde Cee Lo Green solo een grote hit met het nummer F**k You!. In de Nederlandse Top 40 steeg het nummer van 22 naar 1, en bleef in totaal drie weken bovenaan. Zijn album The lady killer, dat in november 2010 verscheen, werd internationaal goed ontvangen.
Op 3 december 2010 trad Cee Lo Green voor het eerst onder deze naam op in Nederland. Dit gebeurde in Ede tijdens de vierde liveshow van The voice of Holland.
Op 31 december 2011 veroorzaakte Cee Lo Green een relletje door tijdens een optreden op Times Square de tekst van het nummer Imagine van John Lennon aan te passen op een wijze die tegen de strekking van de tekst inging. In plaats van "And no religion too" zong de Amerikaanse zanger "And all religion’s true".
In 2012 sprak Green de stem in van Murray de Mummie voor de animatiefilm Hotel Transylvania.
Op 16 maart 2012 speelde Green bij een inzamelingsdiner voor de campagne van toenmalig president Barack Obama in Atlanta; de president was erbij in het publiek.

## Discografie

### Albums
| Album met eventuele hitnotering(en) in de Nederlandse Album Top 100 | Datum van verschijnen | Datum van binnenkomst | Hoogste positie | Aantal weken | Opmerkingen   |
| ------------------------------------------------------------------- | --------------------- | --------------------- | --------------- | ------------ | ------------- |
| Cee Lo Green and his perfect imperfections                          | 2002                  | -                     |                 |              |               |
| Cee Lo Green... Is the soul machine                                 | 2004                  | -                     |                 |              |               |
| Closet freak: The best of Cee Lo Green the soul machine             | 2006                  | -                     |                 |              | Verzamelalbum |
| Cee Lo mixtape: Stray bullets                                       | 2010                  | -                     |                 |              |               |
| The lady killer                                                     | 05-11-2010            | 13-11-2010            | 34              | 19           |               |
| Cee Lo's magic moment                                               | 2012                  | -                     |                 |              | Kerstalbum    |
| Heart blanche                                                       | 2015                  | -                     |                 |              |               |

| Album met hitnotering(en) in de Vlaamse Ultratop 200 albums | Datum van verschijnen | Datum van binnenkomst | Hoogste positie | Aantal weken | Opmerkingen |
| ----------------------------------------------------------- | --------------------- | --------------------- | --------------- | ------------ | ----------- |
| The lady killer                                             | 2010                  | 13-11-2010            | 51              | 12           |             |

### Singles
| Single met eventuele hitnotering(en) in de Nederlandse Top 40 | Datum van verschijnen | Datum van binnenkomst | Hoogste positie | Aantal weken | Opmerkingen                                          |
| ------------------------------------------------------------- | --------------------- | --------------------- | --------------- | ------------ | ---------------------------------------------------- |
| Lil star                                                      | 2007                  | -                     |                 |              | als Cee-Lo / met Kelis / nr. 95 in de Single Top 100 |
| F**k You!                                                     | 2010                  | 11-09-2010            | 1(3wk)          | 14           | nr. 3 in de Single Top 100 / Alarmschijf             |
| It's OK                                                       | 2010                  | 27-11-2010            | tip2            | -            | nr. 94 in de Single Top 100                          |
| Bright lights bigger city                                     | 2011                  | 26-03-2011            | 24              | 6            | nr. 23 in de Single Top 100                          |
| I want you (Hold on to love)                                  | 2011                  | 11-06-2011            | tip14           | -            | nr. 82 in de Single Top 100                          |

| Single met hitnotering(en) in de Vlaamse Ultratop 50 | Datum van verschijnen | Datum van binnenkomst | Hoogste positie | Aantal weken | Opmerkingen            |
| ---------------------------------------------------- | --------------------- | --------------------- | --------------- | ------------ | ---------------------- |
| Lil star                                             | 2007                  | 24-02-2007            | tip3            | -            | als Cee-Lo / met Kelis |
| F**k you!                                            | 2010                  | 18-09-2010            | 12              | 17           |                        |
| It's OK                                              | 2010                  | 25-12-2010            | tip4            | -            |                        |
| Bright lights bigger city                            | 2011                  | 07-05-2011            | 33              | 8            |                        |
| What Christmas means to me                           | 2012                  | 15-12-2012            | tip42           | -            |                        |
| The way you do (The things you do)                   | 2014                  | 06-09-2014            | tip70           | -            | met Smokey Robinson    |
| Music to my soul                                     | 2015                  | 17-10-2015            | tip36           | -            |                        |

- Bibsys: 8030235
- Biblioteca Nacional de España: XX5653998
- Bibliothèque nationale de France: cb14052695d (data)
- Gemeinsame Normdatei: 135282489
- International Standard Name Identifier: 0000 0000 5554 4591
- Library of Congress Control Number: no99082488
- MusicBrainz: 2c69465c-0f76-45ce-90a2-1ed0fdacc997
- Nationale Bibliotheek van Tsjechië: xx0130526
- Nationale Bibliotheek van Polen: a0000002472733
- Nederlandse Thesaurus van Auteursnamen: 33924982X
- Réseau des bibliothèques de Suisse occidentale: 02-A018475492
- Virtual International Authority File: 75958032
- WorldCat: E39PBJdcCGh6BB6RhPvRCTpVmd